# シムカ・アロンド

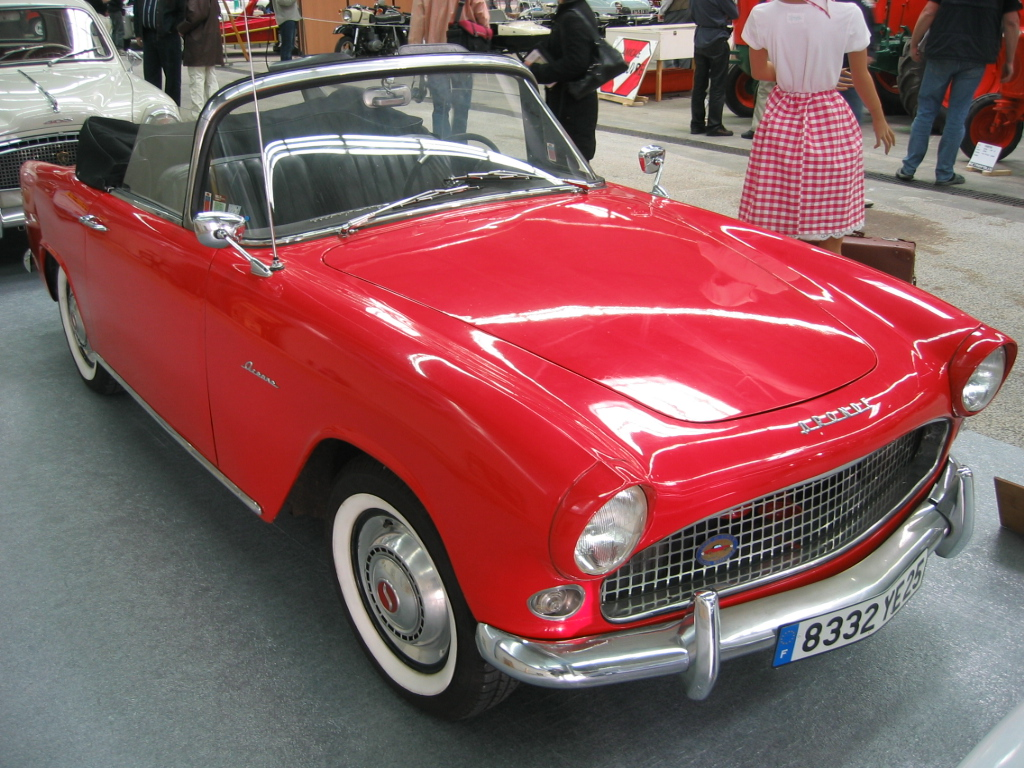
Simca Aronde Océane

シムカ・アロンド（Simca Aronde ）は、フランスの自動車メーカー、シムカが1951年から1964年まで生産した小型乗用車である。
「アロンド」とはフランス語で「カモメ」の古語。

## 概要
イタリア車・フィアットのライセンス生産メーカーとして運営されてきたシムカ初の独自設計モデルで、エンジンのみをフィアットの強化改良型としながら、本家フィアットに先んじて開発された戦後型車である。中期以降のモデルには、後発の戦後型フィアット・1100の影響も見て取れる。
1951年から1955年までの9、1955年から1958年の90Aそして最終型のP60に区分されるが、1964年に1300/1500に世代交代するまでに140万台が生産され、シムカをフランス第4位の自動車メーカーの座に定着させた。
1951年登場の9は1,221 ccの44.5馬力エンジンを搭載、4ドアセダン、3ドアワゴン、ファセル製2ドアクーペがあった。クーペは間もなく、自社製ボディーの2ドアハードトップ、「グラン・ラルジュ」（Grand Large ）に置き換えられた。
アロンドは前輪独立懸架やモノコックボディなど、完全な戦後型設計でありながら後輪駆動（FR）のオーソドックスな設計で、当時のフランスでは却ってその時流に合って常識的なところがユーザーの心を掴み、1953年までに6万台を売る成功作となった。性能も当時の平均以上の水準にあり、当時の英国自動車雑誌・「ザ・モーター」によると、初期型の動力性能は最高速度118.9 km/h、0 - 60マイル/h（0 - 96 km/h）加速30.2秒であった。
1955年10月には90Aに発展、ボディ前後のデザインが変更され、1,290 ccのいわゆる「Flash」エンジンが搭載され、「ザ・モーター」のロードテストでは、最高速度は132.9 km/h、0 - 60マイル/h加速23.9秒を記録し、大幅に性能を向上させた。また、「エリゼー（Elysée）」や「モンレリー（Montlhéry）」といった豪華版も投入され、当時のフランス車としては異例のワイドバリエーション化を進めた。1957年1月には累計生産50万台を突破、10月には専用ボディの2ドアコンバーチブル「オセアーヌ」（Océane ）、ハードトップクーペの「プラン・シエル」（Plein Ciel ）が登場した。
1958年9月にはP60となり、車体デザインを大幅にモダナイズ、新しくクーペ版「モナコ」（Monaco ）、1,090 ccエンジンの廉価版「エトワール」（Etoile ）が追加された。クランクシャフトは5ベアリング化され、新たに「Rush」エンジンと呼ばれることとなり、70馬力の高性能版「Rush Super」も1961年に投入され、「モンレリー」と「モナコ」の「スペシアル」（Speciale ）に搭載された。
アロンドはアメリカ合衆国を含む世界各国にも輸出され、当時の日本へも、国際興業や日本交通系の自動車ディーラーであったキングレーモータースを通じて輸入された。